# Ecuador en la Copa Mundial de Fútbol Sub-20 de 2011
La Selección de Ecuador fue uno de los 24 equipos participantes en la Copa Mundial de Fútbol Sub-20 de 2011, torneo que se llevó a cabo entre el 29 de julio y el 20 de agosto de 2011 en Colombia.
En el sorteo realizado el 27 de abril en Cartagena de Indias la Selección de Ecuador quedó emparejada en el Grupo C junto con Australia, con quien debutó, España y Costa Rica.
Esta fue la segunda participación de la ¨Mini-Tri¨ en toda su historia, siendo esta la primera ocasión del seleccionado desde Argentina 2001 en donde lograron jugar hasta instancias de octavos de final, terminando en el puesto 14.º de 24 selecciones. También la clasificación de Ecuador fue historia ya que durante el Campeonato Sudamericano de Fútbol Sub-20 de 2011 terminaron en el cuarto lugar igualando su mejor participación en el torneo juvenil (Colombia 1992 y Bolivia 1995). 

## Plantel

### Lista de convocados
Entrenador:  Sixto Vizuete 
La lista final fue anunciada el 15 de julio de 2011
| N.º | Nombre             | Posición      | Edad    | Club                         |
| --- | ------------------ | ------------- | ------- | ---------------------------- |
| 1   | John Jaramillo     | Portero       | 19 años | Liga Deportiva Universitaria |
| 12  | Johan Padilla      | Portero       | 18 años | Independiente del Valle      |
| 21  | Freddy Carcelén    | Portero       | 17 años | C. D. El Nacional            |
| 2   | Mario Pineida      | Defensa       | 19 años | Independiente del Valle      |
| 3   | John Narváez       | Defensa       | 20 años | C. Deportivo Cuenca          |
| 4   | Wilson Morante     | Defensa       | 20 años | C. S. Emelec                 |
| 6   | Edder Fuertes      | Defensa       | 19 años | C. D. El Nacional            |
| 16  | Christian Cruz     | Defensa       | 18 años | Barcelona S. C.              |
| 5   | Dennys Quiñónez    | Mediocampista | 19 años | Barcelona S. C.              |
| 7   | Fernando Gaibor    | Mediocampista | 19 años | C. S. Emelec                 |
| 8   | Yeison Ordóñez 1   | Mediocampista | 19 años | Independiente del Valle      |
| 11  | Marcos Caicedo     | Mediocampista | 19 años | C. S. Emelec                 |
| 14  | Dixon Arroyo       | Mediocampista | 19 años | S. Deportivo Quito           |
| 15  | Juan Cazares       | Mediocampista | 19 años | C. A. River Plate            |
| 18  | Danny Luna         | Mediocampista | 20 años | Rocafuerte F. C.             |
| 19  | Brayan de la Torre | Mediocampista | 20 años | Barcelona S. C.              |
| 20  | Christian Oña      | Mediocampista | 18 años | Independiente del Valle      |
| 9   | Marlon de Jesús    | Delantero     | 19 años | S. Deportivo Quito           |
| 10  | Juan Govea         | Delantero     | 20 años | C. Deportivo Cuenca          |
| 13  | Edson Montaño      | Delantero     | 20 años | K. A. A. Gent                |
| 17  | Jorge Cuesta       | Delantero     | 19 años | C. Deportivo Cuenca          |

1 Originalmente Renato Ibarra del  S. B. V. Vitesse fue parte de la lista de 21 convocados al mundial, pero debido a una lesión al final no término jugando el Mundial de 2011, su reemplazo fue Yeison Ordóñez.

## Participación

### Partidos
| Fecha        | Lugar     | Instancia        | Local     |                      | Resultado |                       | Visitante  |
| ------------ | --------- | ---------------- | --------- | -------------------- | --------- | --------------------- | ---------- |
| 31 de julio  | Manizales | Fase de grupos   | Australia | Bandera de Australia | 1:1 (0:1) | Bandera de Ecuador    | Ecuador    |
| 3 de agosto  | Manizales | Fase de grupos   | Ecuador   | Bandera de Ecuador   | 0:2 (0:0) | Bandera de España     | España     |
| 6 de agosto  | Pereira   | Fase de grupos   | Ecuador   | Bandera de Ecuador   | 3:0 (2:0) | Bandera de Costa Rica | Costa Rica |
| 10 de agosto | Cartagena | Octavos de final | Francia   | Bandera de Francia   | 1:0 (0:0) | Bandera de Ecuador    | Ecuador    |

### Fase de grupos - Grupo C
| Selección  | Pts | PJ | PG | PE | PP | GF | GC | Dif |
| ---------- | --- | -- | -- | -- | -- | -- | -- | --- |
| España     | 9   | 3  | 3  | 0  | 0  | 11 | 2  | +9  |
| Ecuador    | 4   | 3  | 1  | 1  | 1  | 4  | 3  | +1  |
| Costa Rica | 3   | 3  | 1  | 0  | 2  | 4  | 9  | -5  |
| Australia  | 1   | 3  | 0  | 1  | 2  | 4  | 9  | -2  |

|  | Clasificados a los octavos de final. |

#### Australia vs. Ecuador
| 31 de julio | Australia | 1:1 (0:1) | Ecuador   | Estadio Palogrande, Manizales                               |                                                             |
| 18:00       | Oar 89'   | Reporte   | Govea 24' | Asistencia: 14 434 espectadores Árbitro(s): Djamel Haimoudi | Asistencia: 14 434 espectadores Árbitro(s): Djamel Haimoudi |

| 1          | Guardameta     | Mark Birighitti    |     |
| 3          | Defensa        | Dylan McGowan      |     |
| 4          | Defensa        | Trent Sainsbury    |     |
| 5          | Defensa        | Marc Warren        |     |
| 2          | Defensa        | Rhyan Grant        |     |
| 6          | Centrocampista | Ben Kantarovski    | 59' |
| 10         | Centrocampista | Mustafa Amini      | 54' |
| 21         | Centrocampista | Dimitrios Petratos |     |
| 10         | Delantero      | Tommy Oar          |     |
| 7          | Delantero      | Kofi Danning       |     |
| 9          | Delantero      | Kerem Bulut        |     |
| Entrenador | Entrenador     | Jan Versleijen     |     |

| 1          | Guardameta     | John Jaramillo  |     |
| 2          | Defensa        | Mario Pineida   |     |
| 3          | Defensa        | John Narváez    |     |
| 6          | Defensa        | Edder Fuertes   |     |
| 5          | Centrocampista | Dennys Quiñónez |     |
| 7          | Centrocampista | Fernando Gaibor |     |
| 11         | Centrocampista | Marcos Caicedo  | 78' |
| 20         | Centrocampista | Christian Oña   |     |
| 9          | Delantero      | Marlon de Jesús | 86' |
| 10         | Delantero      | Juan Govea      | 82' |
| 13         | Delantero      | Edson Montaño   |     |
| Entrenador | Entrenador     | Sixto Vizuete   |     |

| 19 | Delantero      | Bernie Ibini-Isei | 54' |
| 8  | Centrocampista | Terry Antonis     | 59' |

| 18 | Centrocampista | Danny Luna   | 78' |
| 15 | Centrocampista | Juan Cazares | 82' |
| 14 | Delantero      | Dixon Arroyo | 86' |

| Anotado | 89' | Tommy Oar | 1–1 |

| Anotado | 24' | Juan Govea | 0–1 |

| Amonestado | 16' | Ben Kantarovski |

| Amonestado | 71' | John Narváez |

| Árbitro             | Djamel Haimoudi   |
| Árbitros asistentes | Ayman Degaish     |
| Árbitros asistentes | Foaad El Maghrabi |
| Cuarto árbitro      | Patricio Polic    |

| 1          | Guardameta     | Mark Birighitti    |     |
| 3          | Defensa        | Dylan McGowan      |     |
| 4          | Defensa        | Trent Sainsbury    |     |
| 5          | Defensa        | Marc Warren        |     |
| 2          | Defensa        | Rhyan Grant        |     |
| 6          | Centrocampista | Ben Kantarovski    | 59' |
| 10         | Centrocampista | Mustafa Amini      | 54' |
| 21         | Centrocampista | Dimitrios Petratos |     |
| 10         | Delantero      | Tommy Oar          |     |
| 7          | Delantero      | Kofi Danning       |     |
| 9          | Delantero      | Kerem Bulut        |     |
| Entrenador | Entrenador     | Jan Versleijen     |     |

| 1          | Guardameta     | John Jaramillo  |     |
| 2          | Defensa        | Mario Pineida   |     |
| 3          | Defensa        | John Narváez    |     |
| 6          | Defensa        | Edder Fuertes   |     |
| 5          | Centrocampista | Dennys Quiñónez |     |
| 7          | Centrocampista | Fernando Gaibor |     |
| 11         | Centrocampista | Marcos Caicedo  | 78' |
| 20         | Centrocampista | Christian Oña   |     |
| 9          | Delantero      | Marlon de Jesús | 86' |
| 10         | Delantero      | Juan Govea      | 82' |
| 13         | Delantero      | Edson Montaño   |     |
| Entrenador | Entrenador     | Sixto Vizuete   |     |

| 19 | Delantero      | Bernie Ibini-Isei | 54' |
| 8  | Centrocampista | Terry Antonis     | 59' |

| 18 | Centrocampista | Danny Luna   | 78' |
| 15 | Centrocampista | Juan Cazares | 82' |
| 14 | Delantero      | Dixon Arroyo | 86' |

| Anotado | 89' | Tommy Oar | 1–1 |

| Anotado | 24' | Juan Govea | 0–1 |

| Amonestado | 16' | Ben Kantarovski |

| Amonestado | 71' | John Narváez |

| Árbitro             | Djamel Haimoudi   |
| Árbitros asistentes | Ayman Degaish     |
| Árbitros asistentes | Foaad El Maghrabi |
| Cuarto árbitro      | Patricio Polic    |

| Estadísticas       | Bandera de Australia | Bandera de Ecuador |
| Tiros              | 10                   | 19                 |
| Tiros a puerta     | 2                    | 8                  |
| Faltas             | 27                   | 18                 |
| Saques de esquina  | 2                    | 7                  |
| Penaltis           | 0                    | 0                  |
| Fueras de juego    | 2                    | 4                  |
| Posesión del balón | 49%                  | 51%                |

#### Ecuador vs. España
| 3 de agosto | Ecuador | 0:2 (0:0) | España                    | Estadio Palogrande, Manizales                             |                                                           |
| 17:00       |         | Reporte   | Canales 67' · Vázquez 85' | Asistencia: 10 132 espectadores Árbitro(s): Peter O'Leary | Asistencia: 10 132 espectadores Árbitro(s): Peter O'Leary |

| 1          | Guardameta     | John Jaramillo  |       |
| 2          | Defensa        | Mario Pineida   |       |
| 3          | Defensa        | John Narváez    |       |
| 6          | Defensa        | Edder Fuertes   |       |
| 5          | Centrocampista | Dennys Quiñónez |       |
| 7          | Centrocampista | Fernando Gaibor | 90+2' |
| 11         | Centrocampista | Marcos Caicedo  | 81'   |
| 20         | Centrocampista | Christian Oña   |       |
| 9          | Delantero      | Marlon de Jesús |       |
| 10         | Delantero      | Juan Govea      | 80'   |
| 13         | Delantero      | Edson Montaño   |       |
| Entrenador | Entrenador     | Sixto Vizuete   |       |

| 21         | Guardameta     | Fernando Pacheco F. |     |
| 2          | Defensa        | Hugo Mallo          |     |
| 4          | Defensa        | Marc Bartra         |     |
| 12         | Defensa        | Carles Planas       |     |
| 14         | Defensa        | Jordi Amat          |     |
| 6          | Centrocampista | Oriol Romeu         |     |
| 11         | Centrocampista | Daniel Pacheco      | 56' |
| 16         | Centrocampista | Koke                |     |
| 9          | Delantero      | Rodrigo             | 71' |
| 15         | Delantero      | Isco                | 83' |
| 18         | Delantero      | Cristian Tello      |     |
| Entrenador | Entrenador     | Julen Lopetegui     |     |

| 16 | Defensa        | Christian Cruz | 80'   |
| 15 | Centrocampista | Juan Cazares   | 81'   |
| 14 | Centrocampista | Dixon Arroyo   | 90+2' |

| 10 | Centrocampista | Sergio Canales | 56' |
| 20 | Delantero      | Álvaro Vázquez | 71' |
| 8  | Centrocampista | Recio          | 83' |

| Anotado | 67' | Sergio Canales | 0–1 |
| Anotado | 85' | Álvaro Vázquez | 0–2 |

| Amonestado | 43' | Christian Oña |

| Amonestado | 22' | Rodrigo     |
| Amonestado | 38' | Jordi Amat  |
| Amonestado | 80' | Oriol Romeu |

| Otorgado · Expulsado | 65' | Christian Oña |

| Árbitro             | Peter O'Leary              |
| Árbitros asistentes | Ravinesh Kumar             |
| Árbitros asistentes | Jackson Namo               |
| Cuarto árbitro      | Abdulrahman Mohammed Abdou |

| 1          | Guardameta     | John Jaramillo  |       |
| 2          | Defensa        | Mario Pineida   |       |
| 3          | Defensa        | John Narváez    |       |
| 6          | Defensa        | Edder Fuertes   |       |
| 5          | Centrocampista | Dennys Quiñónez |       |
| 7          | Centrocampista | Fernando Gaibor | 90+2' |
| 11         | Centrocampista | Marcos Caicedo  | 81'   |
| 20         | Centrocampista | Christian Oña   |       |
| 9          | Delantero      | Marlon de Jesús |       |
| 10         | Delantero      | Juan Govea      | 80'   |
| 13         | Delantero      | Edson Montaño   |       |
| Entrenador | Entrenador     | Sixto Vizuete   |       |

| 21         | Guardameta     | Fernando Pacheco F. |     |
| 2          | Defensa        | Hugo Mallo          |     |
| 4          | Defensa        | Marc Bartra         |     |
| 12         | Defensa        | Carles Planas       |     |
| 14         | Defensa        | Jordi Amat          |     |
| 6          | Centrocampista | Oriol Romeu         |     |
| 11         | Centrocampista | Daniel Pacheco      | 56' |
| 16         | Centrocampista | Koke                |     |
| 9          | Delantero      | Rodrigo             | 71' |
| 15         | Delantero      | Isco                | 83' |
| 18         | Delantero      | Cristian Tello      |     |
| Entrenador | Entrenador     | Julen Lopetegui     |     |

| 16 | Defensa        | Christian Cruz | 80'   |
| 15 | Centrocampista | Juan Cazares   | 81'   |
| 14 | Centrocampista | Dixon Arroyo   | 90+2' |

| 10 | Centrocampista | Sergio Canales | 56' |
| 20 | Delantero      | Álvaro Vázquez | 71' |
| 8  | Centrocampista | Recio          | 83' |

| Anotado | 67' | Sergio Canales | 0–1 |
| Anotado | 85' | Álvaro Vázquez | 0–2 |

| Amonestado | 43' | Christian Oña |

| Amonestado | 22' | Rodrigo     |
| Amonestado | 38' | Jordi Amat  |
| Amonestado | 80' | Oriol Romeu |

| Otorgado · Expulsado | 65' | Christian Oña |

| Árbitro             | Peter O'Leary              |
| Árbitros asistentes | Ravinesh Kumar             |
| Árbitros asistentes | Jackson Namo               |
| Cuarto árbitro      | Abdulrahman Mohammed Abdou |

| Estadísticas       | Bandera de Ecuador | Bandera de España |
| Tiros              | 17                 | 17                |
| Tiros a puerta     | 7                  | 6                 |
| Faltas             | 4                  | 13                |
| Saques de esquina  | 8                  | 5                 |
| Penaltis           | 0                  | 0                 |
| Fueras de juego    | 2                  | 8                 |
| Posesión del balón | 38%                | 62%               |

#### Ecuador vs. Costa Rica
| 6 de agosto | Ecuador                        | 3:0 (2:0) | Costa Rica | Estadio Hernán Ramírez Villegas, Pereira                 |                                                          |
| 17:00       | Montaño 2' · de Jesús 13', 69' | Reporte   |            | Asistencia: 13 714 espectadores Árbitro(s): Cüneyt Çakır | Asistencia: 13 714 espectadores Árbitro(s): Cüneyt Çakır |

| 1          | Guardameta     | John Jaramillo     |     |
| 2          | Defensa        | Mario Pineida      |     |
| 3          | Defensa        | John Narváez       |     |
| 6          | Defensa        | Edder Fuertes      |     |
| 5          | Centrocampista | Dennys Quiñónez    |     |
| 7          | Centrocampista | Fernando Gaibor    | 81' |
| 11         | Centrocampista | Marcos Caicedo     |     |
| 14         | Centrocampista | Dixon Arroyo       |     |
| 19         | Centrocampista | Brayan de la Torre | 64' |
| 9          | Delantero      | Marlon de Jesús    |     |
| 13         | Delantero      | Edson Montaño      | 72' |
| Entrenador | Entrenador     | Sixto Vizuete      |     |

| 1          | Guardameta     | Mauricio Vargas        |     |
| 2          | Defensa        | Jordan Smith           |     |
| 3          | Defensa        | Keyner Brown           | 68' |
| 4          | Defensa        | Ariel Contreras        |     |
| 15         | Defensa        | Joseph Mora            |     |
| 20         | Defensa        | Francisco Calvo        |     |
| 8          | Centrocampista | Juan Bustos Golobio    | 56' |
| 17         | Centrocampista | Yeltsin Tejeda         |     |
| 6          | Delantero      | John Jairo Ruiz        |     |
| 10         | Delantero      | Joel Campbell          |     |
| 11         | Delantero      | Bryan Vega             | 62' |
| Entrenador | Entrenador     | Ronald González Brenes |     |

| 15 | Centrocampista | Juan Cazares   | 64' |
| 10 | Delantero      | Juan Govea     | 72' |
| 8  | Centrocampista | Yeison Ordóñez | 81' |

| 5  | Centrocampista | Rafael Felipe Chávez | 56' |
| 19 | Centrocampista | Deyver Vega          | 62' |
| 12 | Centrocampista | Diego Calvo Fonseca  | 68' |

| Anotado | 2'  | Edson Montaño   | 1–0 |
| Anotado | 13' | Marlon de Jesús | 2–0 |
| Anotado | 69' | Marlon de Jesús | 3–0 |

| Amonestado | 73' | John Jairo Ruiz |
| Amonestado | 78' | Yeltsin Tejeda  |

| Árbitro             | Cüneyt Çakır   |
| Árbitros asistentes | Bahattin Duran |
| Árbitros asistentes | Tarık Ongun    |
| Cuarto árbitro      | William Collum |

| 1          | Guardameta     | John Jaramillo     |     |
| 2          | Defensa        | Mario Pineida      |     |
| 3          | Defensa        | John Narváez       |     |
| 6          | Defensa        | Edder Fuertes      |     |
| 5          | Centrocampista | Dennys Quiñónez    |     |
| 7          | Centrocampista | Fernando Gaibor    | 81' |
| 11         | Centrocampista | Marcos Caicedo     |     |
| 14         | Centrocampista | Dixon Arroyo       |     |
| 19         | Centrocampista | Brayan de la Torre | 64' |
| 9          | Delantero      | Marlon de Jesús    |     |
| 13         | Delantero      | Edson Montaño      | 72' |
| Entrenador | Entrenador     | Sixto Vizuete      |     |

| 1          | Guardameta     | Mauricio Vargas        |     |
| 2          | Defensa        | Jordan Smith           |     |
| 3          | Defensa        | Keyner Brown           | 68' |
| 4          | Defensa        | Ariel Contreras        |     |
| 15         | Defensa        | Joseph Mora            |     |
| 20         | Defensa        | Francisco Calvo        |     |
| 8          | Centrocampista | Juan Bustos Golobio    | 56' |
| 17         | Centrocampista | Yeltsin Tejeda         |     |
| 6          | Delantero      | John Jairo Ruiz        |     |
| 10         | Delantero      | Joel Campbell          |     |
| 11         | Delantero      | Bryan Vega             | 62' |
| Entrenador | Entrenador     | Ronald González Brenes |     |

| 15 | Centrocampista | Juan Cazares   | 64' |
| 10 | Delantero      | Juan Govea     | 72' |
| 8  | Centrocampista | Yeison Ordóñez | 81' |

| 5  | Centrocampista | Rafael Felipe Chávez | 56' |
| 19 | Centrocampista | Deyver Vega          | 62' |
| 12 | Centrocampista | Diego Calvo Fonseca  | 68' |

| Anotado | 2'  | Edson Montaño   | 1–0 |
| Anotado | 13' | Marlon de Jesús | 2–0 |
| Anotado | 69' | Marlon de Jesús | 3–0 |

| Amonestado | 73' | John Jairo Ruiz |
| Amonestado | 78' | Yeltsin Tejeda  |

| Árbitro             | Cüneyt Çakır   |
| Árbitros asistentes | Bahattin Duran |
| Árbitros asistentes | Tarık Ongun    |
| Cuarto árbitro      | William Collum |

| Estadísticas       | Bandera de Ecuador | Bandera de Costa Rica |
| Tiros              | 18                 | 17                    |
| Tiros a puerta     | 7                  | 4                     |
| Faltas             | 9                  | 14                    |
| Saques de esquina  | 4                  | 5                     |
| Penaltis           | 0                  | 0                     |
| Fueras de juego    | 2                  | 3                     |
| Posesión del balón | 48%                | 52%                   |

### Octavos de final

#### Francia vs. Ecuador
| 10 de agosto                                                                        | Francia       | 1:0 (0:0) | Ecuador | Estadio Jaime Morón León, Cartagena                      |                                                          |
| 20:00                                                                               | Griezmann 75' | Reporte   |         | Asistencia: 15 958 espectadores Árbitro(s): Kim Dong-jin | Asistencia: 15 958 espectadores Árbitro(s): Kim Dong-jin |
| Partido suspendido por corte eléctrico a los 27' de juego con una duración de 9'30. |               |           |         |                                                          |                                                          |

| 21         | Guardameta     | Jonathan Ligali        |     |
| 2          | Defensa        | Loïc Négo              |     |
| 3          | Defensa        | Thomas Fontaine        |     |
| 5          | Defensa        | Sébastien Faure        |     |
| 14         | Defensa        | Timothée Kolodziejczak |     |
| 8          | Centrocampista | Gueïda Fofana          |     |
| 13         | Centrocampista | Francis Coquelin       |     |
| 6          | Centrocampista | Clément Grenier        |     |
| 11         | Centrocampista | Antoine Griezmann      | 76' |
| 10         | Delantero      | Gilles Sunu            | 88' |
| 17         | Delantero      | Cédric Bakambu         | 50' |
| Entrenador | Entrenador     | Francis Smerecki       |     |

| 1          | Guardameta     | John Jaramillo     |     |
| 2          | Defensa        | Mario Pineida      |     |
| 3          | Defensa        | John Narváez       |     |
| 6          | Defensa        | Edder Fuertes      |     |
| 5          | Centrocampista | Dennys Quiñónez    |     |
| 7          | Centrocampista | Fernando Gaibor    |     |
| 11         | Centrocampista | Marcos Caicedo     |     |
| 14         | Centrocampista | Dixon Arroyo       |     |
| 19         | Centrocampista | Brayan de la Torre | 46' |
| 9          | Delantero      | Marlon de Jesús    |     |
| 13         | Delantero      | Edson Montaño      |     |
| Entrenador | Entrenador     | Sixto Vizuete      |     |

| 16 | Delantero      | Alexandre Lacazette | 50' |
| 15 | Centrocampista | Gaël Kakuta         | 76' |
| 14 | Centrocampista | Enzo Reale          | 88' |

| 15 | Centrocampista | Juan Cazares | 46' |

| Anotado | 75' | Antoine Griezmann | 1-0 |

| Amonestado | 45' | Clément Grenier |

| Amonestado | 83' | Edder Fuertes |

| Árbitro             | Kim Dong-jin               |
| Árbitros asistentes | Min Lee-Jung               |
| Árbitros asistentes | Eun Yang-Byoung            |
| Cuarto árbitro      | Abdulrahman Mohammed Abdou |

| 21         | Guardameta     | Jonathan Ligali        |     |
| 2          | Defensa        | Loïc Négo              |     |
| 3          | Defensa        | Thomas Fontaine        |     |
| 5          | Defensa        | Sébastien Faure        |     |
| 14         | Defensa        | Timothée Kolodziejczak |     |
| 8          | Centrocampista | Gueïda Fofana          |     |
| 13         | Centrocampista | Francis Coquelin       |     |
| 6          | Centrocampista | Clément Grenier        |     |
| 11         | Centrocampista | Antoine Griezmann      | 76' |
| 10         | Delantero      | Gilles Sunu            | 88' |
| 17         | Delantero      | Cédric Bakambu         | 50' |
| Entrenador | Entrenador     | Francis Smerecki       |     |

| 1          | Guardameta     | John Jaramillo     |     |
| 2          | Defensa        | Mario Pineida      |     |
| 3          | Defensa        | John Narváez       |     |
| 6          | Defensa        | Edder Fuertes      |     |
| 5          | Centrocampista | Dennys Quiñónez    |     |
| 7          | Centrocampista | Fernando Gaibor    |     |
| 11         | Centrocampista | Marcos Caicedo     |     |
| 14         | Centrocampista | Dixon Arroyo       |     |
| 19         | Centrocampista | Brayan de la Torre | 46' |
| 9          | Delantero      | Marlon de Jesús    |     |
| 13         | Delantero      | Edson Montaño      |     |
| Entrenador | Entrenador     | Sixto Vizuete      |     |

| 16 | Delantero      | Alexandre Lacazette | 50' |
| 15 | Centrocampista | Gaël Kakuta         | 76' |
| 14 | Centrocampista | Enzo Reale          | 88' |

| 15 | Centrocampista | Juan Cazares | 46' |

| Anotado | 75' | Antoine Griezmann | 1-0 |

| Amonestado | 45' | Clément Grenier |

| Amonestado | 83' | Edder Fuertes |

| Árbitro             | Kim Dong-jin               |
| Árbitros asistentes | Min Lee-Jung               |
| Árbitros asistentes | Eun Yang-Byoung            |
| Cuarto árbitro      | Abdulrahman Mohammed Abdou |

| Estadísticas       | Bandera de Francia | Bandera de Ecuador |
| Tiros              | 12                 | 22                 |
| Tiros a puerta     | 6                  | 3                  |
| Faltas             | 9                  | 10                 |
| Saques de esquina  | 3                  | 6                  |
| Penaltis           | 0                  | 0                  |
| Fueras de juego    | 5                  | 4                  |
| Posesión del balón | 52%                | 48%                |